# Didymeles integrifolia
Didymeles integrifolia är en tvåhjärtbladig växtart som beskrevs av J. St.-hil. Didymeles integrifolia ingår i släktet Didymeles och familjen Didymelaceae. Inga underarter finns listade i Catalogue of Life.